# Sherefxan Bitlisi

Sherefxan Bitlisi

Sherefxan Bitlisi (kurdiska: Şerefxan Bedlîsî), född 1543, död 1603-1604, var en kurdisk författare och diktare. Han skrev en bok Sharafnama, som översatts till arabiska, azerbajdzjanska, engelska, ryska och turkiska. Sharafnama handlar om Kurdistan under 1500-talet.